# Hiroki Takahashi
 (février 2017).
Si vous disposez d'ouvrages ou d'articles de référence ou si vous connaissez des sites web de qualité traitant du thème abordé ici, merci de compléter l'article en donnant les références utiles à sa vérifiabilité et en les liant à la section « Notes et références ».
Hiroki Takahashi (高橋 広樹, Takahashi Hiroki), né le 7 septembre 1974 à Tokyo au Japon, est un seiyū notamment connu pour avoir doublé Eiji Kikumaru dans Prince of Tennis, Kenji Harima dans School Rumble, Katsuya Jono-Uchi dans Yu-Gi-Oh! ou encore Ryu dans Street Fighter.

## Doublages

### Anime
- Transformers: Beast Wars II (Starscream/Hellscream)
- Bleach (Ryusei Kenzaki/Kenryu)
- Bobobo-bo Bo-bobo (Gechappi)
- Bomberman Jetters (Mighty, Max, Zero)
- Bus Gamer (Saitou Kazuo)
- Dakaretai Otoko (Takato Saijo)
- Death Note (Stephen Loud/Stephen Gevanni)
- Digimon Savers (Omnimon)
- Digimon Tamers (Impmon)
- DRAMAtical Murder (Koujaku)
- Fight Ippatsu! Jūden-chan!! (Sento Oumi)
- Gals! (Yamato Kotobuki)
- Hetalia (Japon)
- Hunter × Hunter (Pariston)
- Katekyō Hitman Reborn! (Superbi Squalo)
- Konjiki no Gash Bell!! (Parco Folgore)
- Magical Nyan Nyan Taruto (Iori Monaka)
- Mobile Suit Gundam SEED Destiny (Arthur Trine)
- Nana (Shoji Endo)
- Neo Angelique ~Abyss~ (Rayne)
- Neo Angelique Abyss: Second Age (Rayne)
- One Piece (Queen)
- Pretty Cure (Pisard)
- Prince of Tennis (Eiji Kikumaru, Ryou Kisarazu)
- Ray the Animation (Shinoyama Toshiaki)
- School Rumble (Kenji Harima)
- Shōnen Onmyōji (Rikugō/Saiki)
- Sumomomo Momomo (Kōshi Inuzuka)
- Yu-Gi-Oh! (Katsuya Jonouchi)
- Shura no Toki (Yakumo Mutsu)

### Jeux-vidéo
- Neo Angelique (Rayne)
- Dragon Ball Xenoverse (Mira)
- Dragon Ball Xenoverse 2 (Mira)
- Dragon Force (Lion de topaze)
- Dramatical Murder (Koujaku)
- Dramatical Murder re:connect (Koujaku)
- Shadow Hearts (Urmnaf "Uru" Bort Hyuga)
- Yo-Jin-Bo (Jinnosuke Murasame)
- Shadow Hearts: Covenant (Urmnaf "Uru" Bort Hyuga)
- Super Robot Wars MX (Hugo Medio)
- Wild Arms: The 4th Detonator (Arnaud G. Vasquez)
- Ys: The Ark of Napishtim (Chief Ord, Mikhail, Geis)
- Zatchbell (Parco Folgore)
- Tatsunoko vs. Capcom: Ultimate All-Stars (Ryu)
- Street Fighter IV/Super Street Fighter IV (Ryu)
- Marvel vs. Capcom 3: Fate of Two Worlds (Ryu)
- Riddle Garden (Elick Anderson)
- Princess Maker 4 (Varoa)
- The Last Story (Tasha)

- Saint seiya awakening :knight of the zodiac (Wyvern Radhamanthys)
- Scarlet Nexus (Seto Narukami)